# Anders Erikson Sparrman
Anders Erikson Sparrman (Spånga-Tensta, 27 febbraio 1748 – Stoccolma, 9 agosto 1820) è stato un naturalista svedese e un abolizionista, allievo di Linneo.
Visitò la Cina, il Sudafrica e il Sud Pacifico come medico di bordo. Durante questi viaggi descrisse e catalogo numerosi animali e piante. Pubblicò il volume Ornitology of Sweden.
L'asteroide 16646 Sparrman prende il suo nome.